# 謝幼偉
謝幼偉（1905年5月2日—1976年10月5日），字佐禹，廣東梅縣人，哲學家，新亞書院創辦人之一。
謝幼偉畢業於東吳大學，獲文學士學位，後赴美進哈佛大學，獲哲學碩士學位，與陳榮捷、賀麟、沈有鼎都師從懷特海。返國後，曾任教於中央軍校第四分校（黃埔軍校廣州分校）、陸軍大學、步兵學校，並任廣州民國日報、華南日報主筆，國立浙江大學教授兼哲學系主任。1949年前往印尼，出任雅加達八華中學校長、天聲日報特約撰述、自由日報總編輯。
1953年，謝氏赴台，出任中央日報總主筆、中國國民黨中央黨部設計考核委員會委員、中國國民黨中央執行委員會僑務委員會顧問等職。後歷任國立僑生大學先修班主任兼華僑中學校長，台灣政治大學、台灣師範大學、輔仁大學教授。後與崔書琴赴港，任中國文化學院哲學研究所所長，並曾應香港中文大學之聘，擔任哲學研究所主任。
曾二度代表國民黨政府赴夏威夷出席世界哲學會議。謝氏系研究懷特海（舊譯懷黑德）哲學權威，曾在哈佛受教於懷氏門下。亦為羅素研究權威，研究中國倫理與孝道哲學。
著作計有《倫理學大綱》、《當代倫理學說》、《人生哲學》、《西洋哲學史》、《現代哲學名著述評》、《中西哲學論文集》、《中國哲學論文集》、《哲學講話》、《忠之哲學(譯)》、《懷黑德哲學》等二十餘種。